# La Femme du dimanche
Pour plus de détails, voir Fiche technique et Distribution.
La Femme du dimanche (La donna della domenica) est un film italien réalisé par Luigi Comencini, sorti en 1975.

## Synopsis
À Turin, le minable architecte Garrone, mondain et obsédé sexuel, est assassiné à l'aide d'un gros phallus de pierre. Le commissaire Santamaria, originaire de Rome et peu familier avec la capitale du Piémont, est diligenté sur l'affaire. Il soupçonne d'abord Anna Carla Dosio, riche bourgeoise qui s'ennuie auprès de son industriel de mari : deux domestiques qu'elle venait de renvoyer ont en effet livré à la police un brouillon de lettre où elle semblait souhaiter la mort de Garrone. Le destinataire de la lettre, Massimo Campi, issu d'une grande famille, devient dès lors suspect aussi, d'autant qu'il cache avoir passé le soir du crime avec son petit ami, Lello Riviera, jeune fonctionnaire municipal qui décide de mener sa propre enquête pour le sauver. Santamaria, aidé par son collègue De Palma et à l'occasion par une Anna Carla réjouie de cet intermède pimenté, découvre les différents aspects et quartiers de la ville : snobisme et futilité charmante de certains oisifs, vaste trafic de phallus sculptés, somptueuses villas anciennes sur les collines, jardins de l'austère veuve Inès Tabusso — lieu de prostitution nocturne qu'elle voudrait bien lotir —, marché aux puces pittoresque du Balôn... où Lello est tué à son tour. Mis sur la piste par la possibilité dans le dialecte turinois d'un jeu de mots entre « poire » et « pierre » et par les complicités de Garrone avec un employé, voyeur comme lui, du service d'urbanisme de la ville, Santamaria finit par démasquer la coupable : Inès Tabusso, que l'architecte faisait chanter en la menaçant de bloquer son projet de lotissement. Le modeste commissaire et la séduisante Anna Carla peuvent désormais céder à leur attirance mutuelle...

## Fiche technique
- Titre : La Femme du dimanche
- Titre original : La donna della domenica
- Réalisation : Luigi Comencini
- Scénario : Carlo Fruttero et Agenore Incrocci, d'après le roman éponyme de Carlo Fruttero et Franco Lucentini, paru en 1972 à Milan, Arnoldo Mondadori editore
- Musique : Ennio Morricone
- Pays d'origine :  Italie
- Format : Couleurs - 1,85:1 - Mono - 35 mm
- Genre : Comédie dramatique
- Durée : 105 minutes
- Date de sortie :
  - Italie : 23 décembre 1975
- Affiche : René Ferracci (France)

## Distribution
- Marcello Mastroianni : Commissaire Salvatore Santamaria
- Jacqueline Bisset : Anna Carla Dosio
- Jean-Louis Trintignant : Massimo Campi
- Aldo Reggiani : Lello Riviera
- Lina Volonghi : Ines Tabusso
- Maria Teresa Albani : Virginia Tabusso
- Pino Caruso  (vf : Alain Dorval) : Commissaire De Palma
- Claudio Gora : l'architecte Garrone
- Tina Lattanzi : la mère de Massimo
- Omero Antonutti : Benito
- Gigi Ballista : Vollero
- Renato Cecilia : Nicosia
- Franco Nebbia : Bonetto
- Giuseppe Anatrelli : Commissaire
- Antonio Orlando : Salvatore
- Mario Ferrero: Vittorio Dosio

## Quelques jugements sur le film
De ce film aux dialogues pétillants on retient avant tout les acteurs qui semblent aller comme leur personnage de l'amusement à l'ennui : Bisset, Mastroiani, Trintignant, etc. tous excellents. Trintignant jugeait ainsi les personnages : « Ce sont des personnages très futiles, très décadents [...], il y a peu un univers tchekhovien dans le film ». Mais à ses yeux, le personnage c'est bien Turin : « C'est un film sur un milieu turinois qui existe réellement, c'est un film à clés [...], Turin c'est une ville étrange, où il y a, je crois, 700 000 Siciliens et 300 000 Turinois, et les Siciliens sont les pauvres et les Turinois sont les riches... »
Comencini « a réalisé un film froid, un peu distancié », parce qu'il le tire d'un roman « aux personnages pas vraiment attachants ». Mais à regarder de près « cette œuvre ironique et souriante », « mineure, certes, mais dans laquelle se retrouvent quand même ses qualités de cœur », « beaucoup de choses affleurent, psychologiques, sociologiques ».
Un peu gênés par la densité de l'œuvre écrite qui l'inspirait et par des producteurs exigeant un film grand public, les scénaristes ont gommé le rôle central que jouait dans le roman la ville elle-même avec ses corruptions — le film offre néanmoins des promenades intéressantes dans Turin. Et Comencini « ne sait pas toujours s'il doit privilégier l'aspect policier au détriment de l'aspect psychologique et social ». Néanmoins, La Femme du dimanche, quoiqu'inférieur à la plupart de ses films, « occupe une place à part dans la filmographie du grand réalisateur italien », en ce que « l'intrigue policière n'est qu'un prétexte à une subtile étude sociale des rapports de classe dans une ville industrielle du nord de l'Italie », entre membre de la haute et de la petite bourgeoisie.